# Caesetius murinus
Caesetius murinus är en spindelart som beskrevs av Simon 1893. Caesetius murinus ingår i släktet Caesetius och familjen Zodariidae. Inga underarter finns listade.